# Piste aérienne de Rafaï
La piste aérienne de Rafaï (code IATA : RFA • code OACI : FEGR) est un aéroport situé à proximité de Rafaï dans la préfecture de Mbomou en République centrafricaine.

## Situation
| Alindao Bakouma Bambari Bangassou Bangui Batangafo Berbérati Birao Bocaranga Bossangoa Bossembélé Bouar Bouca Bozoum Bria Carnot Gamboula Gordil Kaga · Bandoro Kémbé Koumala Melle Mobaye · Mbanga N'Délé Obo Ouadda Ouanda · Djalle Paoua Rafaï Sibut Yalinga Zémio |

NB : Seul l'aéroport de Bangui dispose de liaisons commerciales régulières.